# Mende Nazer

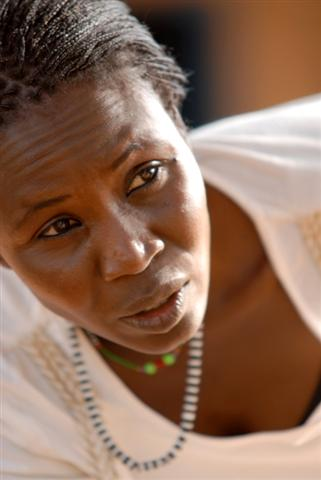
Mende Nazer (2006)

Mende Nazer (* ca. 1980 in einem Dorf in den Nuba-Bergen, Dschanub Kurdufan) ist eine britische Schriftstellerin und Menschenrechtsaktivistin sudanesischer Herkunft. Ihr Werk und Wirken beruht auf ihrer Vergangenheit als Sklavin, bekannt wurde sie durch ihre Autobiografie Slave. Ihre Autobiografie wurde mit Hilfe des britischen Film Fonds UK Film Council fürs Fernsehen unter dem Titel I Am Slave (dt. Titel: I am Slave – Ich, die Sklavin) verfilmt.

## Leben
Mende Nazer wuchs in einem Dorf der Karko-Nuba im Sudan in einfachen Verhältnissen auf. Als sie etwa 12 Jahre alt war, überfielen regierungsnahe Milizen im Dschihad gegen die Nuba als Teil des Bürgerkrieges im Sudan das Dorf, töteten zahlreiche Erwachsene und verschleppten nach Nazers Angaben etwa 100 Kinder. Nazer wurde vergewaltigt, an einen Sklavenhändler verkauft und in die Hauptstadt Khartum gebracht. Eine wohlhabende arabische Familie kaufte sie und hielt sie rund acht Jahre lang als Haussklavin. Sie wurde geschlagen, schlief in einem Verschlag im Garten und musste stetig Zwangsarbeit im Haushalt verrichten und sich um die Kinder der Familie kümmern. Schließlich wurde sie von ihrer Sklavenhalterin an deren Schwester weitergegeben, die in London als Frau eines sudanesischen Diplomaten lebte. Mende Nazers Sklavendasein setzte sich im Haus jenes Diplomaten fort, in das sie im Jahr 2000 mit falschem Visum gebracht wurde. Im selben Jahr gelang ihr mit Hilfe anderer Stammesangehöriger die Flucht. Mit Hilfe von Damien Lewis, einem britischen Journalisten und Sudan-Experten, entstand ihre Autobiographie.
Im Oktober 2002 wurde ihr Antrag auf Asyl in Großbritannien abgelehnt. Durch die Entrüstung der Medien, den Protest vieler ihrer Leser sowie die Unterstützung von Menschenrechtsorganisationen konnte ihre Abschiebung abgewendet werden, Mende Nazer wurde als Flüchtling anerkannt. Sie lebt heute in London.
2006 wurde sie britische Staatsbürgerin und konnte erstmals ihre Familie in den Nuba-Bergen, wo seit dem Bürgenstock-Abkommen Frieden herrscht, wieder besuchen.

## Werke
- Mende Nazer, Damien Lewis: Sklavin. Schneekluth, München 2002, ISBN 3-7951-1801-8.
- Mende Nazer, Damien Lewis: Befreit. Die Heimkehr der Sklavin. Droemer/Knaur, München 2007, ISBN 978-3-426-27354-8.